# Карачевский район
Кара́чевский райо́н — административно-территориальная единица в Брянской области России. В границах района образован одноимённый муниципальный район.
Административный центр — город Карачев.

## География
Район расположен в восточной части Брянской области на Среднерусской возвышенности в центре Восточно-Европейской равнины.
Площадь — 1408,08 км².
Граничит: на севере с Хвастовичским районом Калужской области, на востоке с Хотынецким районом Орловской области, на юго-востоке с Шаблыкинским районом Орловской области, на юго-западе с Навлинским районом, на северо-западе с Брянским районом.
Карачевский район, как и вся Брянская область, находится в часовой зоне МСК (московское время). Смещение применяемого времени относительно UTC составляет +3:00.
Район находится в зоне умеренно континентального климата (по классификации Кёппена — Dfb), который зависит от северо-западных океанических и восточных континентальных масс воздуха. Зима умеренно прохладная, лето неустойчивое.
Основные реки — Снежеть, Ревна, Мылинка.

## История
Район образован в 1929 году; первоначально в составе Западной области, а с 27 сентября 1937 года — Орловской области. С 1 января 1932 по 21 августа 1939 года в состав Карачевского района была включена территория временно расформированного Хотынецкого района.
5 июля 1944 года Указом Президиума Верховного Совета СССР была образована Брянская область, в состав которой, наряду с другими, был включён и Карачевский район. В период реформ 1963—1965 годов район был временно упразднён, а его территория относилась к Брянскому району.
С 2005 года район получил статус муниципального района, включающего 8 муниципальных образований.

## Население
| 2002    | 2009    | 2010    | 2011    | 2012    | 2013    | 2014    | 2015    | 2016    |
| ------- | ------- | ------- | ------- | ------- | ------- | ------- | ------- | ------- |
| 37 857  | ↘36 190 | ↘36 036 | ↘35 931 | ↘35 597 | ↘35 060 | ↘34 422 | ↘33 964 | ↘33 615 |
| 2017    | 2018    | 2019    | 2020    | 2021    |         |         |         |         |
| ↘33 361 | ↘32 909 | ↘32 260 | ↘31 558 | ↗32 279 |         |         |         |         |

### Урбанизация
В городских условиях (г. Карачев) проживают 54,06 % населения района.

### Национальный состав
По итогам переписи населения 2020 года проживали следующие национальности (национальности менее 0,1 % и другое, см. в сноске к строке «Другие»):
| Национальность | Численность, чел. | Доля     |
| -------------- | ----------------- | -------- |
| Русские        | 30 331            | 93,97 %  |
| Армяне         | 355               | 1,10 %   |
| Цыгане         | 168               | 0,52 %   |
| Украинцы       | 127               | 0,39 %   |
| Таджики        | 123               | 0,38 %   |
| Азербайджанцы  | 46                | 0,14 %   |
| Молдаване      | 38                | 0,12 %   |
| Другие         | 1091              | 3,38 %   |
| Итого          | 32 279            | 100,00 % |

## Административно-муниципальное устройство
Карачевский район в рамках административно-территориального устройства области, включает 8 административно-территориальных единиц, в том числе 1 городской административный округ и 7 сельских административных округов.
В муниципальный район входят одно городское и семь сельских поселений:
| № | Муниципальное образование         | Административный центр | Количество населённых пунктов | Население (чел.) | Площадь (км²) |
| - | --------------------------------- | ---------------------- | ----------------------------- | ---------------- | ------------- |
| 1 | Карачевское городское поселение   | город Карачев          | 32                            | ↗24 149          | 280.71        |
| 2 | Бошинское сельское поселение      | село Юрасово           | 16                            | ↘994             | 121.91        |
| 3 | Вельяминовское сельское поселение | село Вельяминова       | 11                            | ↘2012            | 111.01        |
| 4 | Верхопольское сельское поселение  | посёлок Тёплое         | 14                            | ↗1011            | 112.11        |
| 5 | Дроновское сельское поселение     | посёлок Дунаевский     | 13                            | ↘845             | 102.71        |
| 6 | Мылинское сельское поселение      | посёлок Берёзовка      | 11                            | ↗1551            | 267.21        |
| 7 | Песоченское сельское поселение    | деревня Песочня        | 9                             | ↗1000            | 226.61        |
| 8 | Ревенское сельское поселение      | деревня Лужецкая       | 15                            | ↘717             | 185.81        |

## Населённые пункты
Распределение населения района:
 Карачев (54,06 %) Вельяминова  (5,75 %) Масловка  (5,50 %) Трыковка (2,92 %) Мальтина (2,69 %) Остальные (29,08 %)
В Карачевском районе 121 населённый пункт.
| №   | Населённый пункт  | Тип     | Население | Муниципальное образование         |
| --- | ----------------- | ------- | --------- | --------------------------------- |
| 1   | Аксиньина         | деревня | ↗35       | Карачевское городское поселение   |
| 2   | Аксютина          | деревня | ↗2        | Бошинское сельское поселение      |
| 3   | Алексеева         | деревня | ↘216      | Бошинское сельское поселение      |
| 4   | Алымова           | село    | ↗188      | Дроновское сельское поселение     |
| 5   | Амозовский        | посёлок | ↘18       | Дроновское сельское поселение     |
| 6   | Бабинка           | деревня | ↘64       | Мылинское сельское поселение      |
| 7   | Бавыкина          | деревня | →2        | Дроновское сельское поселение     |
| 8   | Байкова           | деревня | ↘70       | Карачевское городское поселение   |
| 9   | Барановка         | деревня | ↗22       | Карачевское городское поселение   |
| 10  | Башкатов          | посёлок | ↘7        | Карачевское городское поселение   |
| 11  | Бережок           | село    | →413      | Карачевское городское поселение   |
| 12  | Берёзовка         | посёлок | ↘793      | Мылинское сельское поселение      |
| 13  | Благовещенский    | посёлок | →2        | Карачевское городское поселение   |
| 14  | Бобровка          | деревня | ↘2        | Ревенское сельское поселение      |
| 15  | Большие Подосинки | деревня | ↗78       | Ревенское сельское поселение      |
| 16  | Бочарки           | село    | ↗21       | Дроновское сельское поселение     |
| 17  | Бошино            | село    | ↘417      | Бошинское сельское поселение      |
| 18  | Бражина           | деревня | →0        | Ревенское сельское поселение      |
| 19  | Вельяминова       | село    | ↘1855     | Вельяминовское сельское поселение |
| 20  | Вереща            | деревня | ↘254      | Мылинское сельское поселение      |
| 21  | Верхополье        | село    | ↗173      | Верхопольское сельское поселение  |
| 22  | Вишнёвка          | деревня | ↘568      | Карачевское городское поселение   |
| 23  | Власовка          | деревня | ↘0        | Ревенское сельское поселение      |
| 24  | Волкова           | деревня | ↘102      | Карачевское городское поселение   |
| 25  | Воронинка         | деревня | ↘3        | Верхопольское сельское поселение  |
| 26  | Воскресенский     | посёлок | ↘4        | Мылинское сельское поселение      |
| 27  | Газеновка         | посёлок | ↘23       | Мылинское сельское поселение      |
| 28  | Ганюки            | деревня | →1        | Бошинское сельское поселение      |
| 29  | Глыбочка          | деревня | ↗104      | Карачевское городское поселение   |
| 30  | Голубино          | деревня | ↘29       | Вельяминовское сельское поселение |
| 31  | Гощь              | село    | ↘300      | Верхопольское сельское поселение  |
| 32  | Грибовы Дворы     | деревня | ↘302      | Карачевское городское поселение   |
| 33  | Гридина           | деревня | ↗2        | Бошинское сельское поселение      |
| 34  | Дарьина           | деревня | ↘7        | Бошинское сельское поселение      |
| 35  | Долгий            | посёлок | →16       | Карачевское городское поселение   |
| 36  | Дронова           | село    | ↘280      | Дроновское сельское поселение     |
| 37  | Дубрава           | деревня | ↗81       | Вельяминовское сельское поселение |
| 38  | Дунаевский        | посёлок | ↘470      | Дроновское сельское поселение     |
| 39  | Дюкарева          | деревня | →35       | Бошинское сельское поселение      |
| 40  | Емельянова        | деревня | ↗129      | Вельяминовское сельское поселение |
| 41  | Желтоводье        | деревня | ↘28       | Песоченское сельское поселение    |
| 42  | Желунова          | деревня | →0        | Вельяминовское сельское поселение |
| 43  | Жиркины Дворы     | деревня | ↘114      | Песоченское сельское поселение    |
| 44  | Затинная          | деревня | ↗120      | Карачевское городское поселение   |
| 45  | Зверево           | посёлок | →0        | Вельяминовское сельское поселение |
| 46  | Зеленино          | село    | ↘23       | Бошинское сельское поселение      |
| 47  | Карачев           | город   | ↗17 449   | Карачевское городское поселение   |
| 48  | Кареева           | деревня | ↘2        | Бошинское сельское поселение      |
| 49  | Карповка          | деревня | ↘0        | Дроновское сельское поселение     |
| 50  | Кашинка           | деревня | ↘8        | Карачевское городское поселение   |
| 51  | Козинки           | деревня | ↗4        | Ревенское сельское поселение      |
| 52  | Козловский        | посёлок | →43       | Карачевское городское поселение   |
| 53  | Коптилово         | деревня | ↘132      | Карачевское городское поселение   |
| 54  | Костихина         | деревня | →13       | Ревенское сельское поселение      |
| 55  | Костихино         | деревня | →0        | Карачевское городское поселение   |
| 56  | Кочержинка        | деревня | ↘25       | Дроновское сельское поселение     |
| 57  | Кошкоданова       | деревня | →11       | Ревенское сельское поселение      |
| 58  | Красная           | деревня | ↗144      | Вельяминовское сельское поселение |
| 59  | Красная Поляна    | посёлок | ↗25       | Карачевское городское поселение   |
| 60  | Красные Дворики   | посёлок | ↘26       | Мылинское сельское поселение      |
| 61  | Кривошеина        | деревня | ↘27       | Бошинское сельское поселение      |
| 62  | Крутое            | посёлок | ↘20       | Ревенское сельское поселение      |
| 63  | Куприна           | деревня | ↘188      | Ревенское сельское поселение      |
| 64  | Липовка           | деревня | ↘40       | Верхопольское сельское поселение  |
| 65  | Лужецкая          | деревня | ↘344      | Ревенское сельское поселение      |
| 66  | Ляды              | деревня | →3        | Песоченское сельское поселение    |
| 67  | Мазнева           | деревня | ↗184      | Карачевское городское поселение   |
| 68  | Малая Осиновка    | деревня | →0        | Верхопольское сельское поселение  |
| 69  | Мальтина          | деревня | ↘867      | Карачевское городское поселение   |
| 70  | Мариничи          | посёлок | →0        | Дроновское сельское поселение     |
| 71  | Масловка          | деревня | ↘1775     | Карачевское городское поселение   |
| 72  | Моисеева Гора     | посёлок | ↘0        | Дроновское сельское поселение     |
| 73  | Мокрое            | деревня | ↘66       | Карачевское городское поселение   |
| 74  | Монастырский      | посёлок | ↗44       | Песоченское сельское поселение    |
| 75  | Морозовка         | деревня | ↘4        | Верхопольское сельское поселение  |
| 76  | Мылинка           | деревня | ↘287      | Мылинское сельское поселение      |
| 77  | Набережная        | деревня | →0        | Вельяминовское сельское поселение |
| 78  | Непряхино         | деревня | ↘20       | Мылинское сельское поселение      |
| 79  | Нечаева           | деревня | ↘5        | Бошинское сельское поселение      |
| 80  | Новая Деревня     | посёлок | →1        | Карачевское городское поселение   |
| 81  | Новгородский      | посёлок | ↘150      | Песоченское сельское поселение    |
| 82  | Одрина            | село    | ↘86       | Карачевское городское поселение   |
| 83  | Ольховка          | деревня | ↘3        | Верхопольское сельское поселение  |
| 84  | Осиновка          | деревня | ↘71       | Карачевское городское поселение   |
| 85  | Осиновые Дворики  | деревня | ↘2        | Верхопольское сельское поселение  |
| 86  | Пасека            | деревня | →1        | Песоченское сельское поселение    |
| 87  | Песочня           | деревня | ↘571      | Песоченское сельское поселение    |
| 88  | Петрова           | село    | ↗14       | Бошинское сельское поселение      |
| 89  | Печки             | деревня | →7        | Дроновское сельское поселение     |
| 90  | Подсосонки        | деревня | ↘139      | Карачевское городское поселение   |
| 91  | Попкова           | деревня | →0        | Бошинское сельское поселение      |
| 92  | Приютово          | деревня | ↘2        | Верхопольское сельское поселение  |
| 93  | Рассвет           | деревня | ↘39       | Песоченское сельское поселение    |
| 94  | Ревны             | деревня | ↘40       | Ревенское сельское поселение      |
| 95  | Речица            | село    | ↘46       | Ревенское сельское поселение      |
| 96  | Ружное            | село    | ↘185      | Ревенское сельское поселение      |
| 97  | Русин             | посёлок | →0        | Карачевское городское поселение   |
| 98  | Рябиновка         | деревня | →0        | Вельяминовское сельское поселение |
| 99  | Сабурова          | деревня | →1        | Бошинское сельское поселение      |
| 100 | Семёновка         | деревня | ↘6        | Дроновское сельское поселение     |
| 101 | Сергеевка         | деревня | ↘4        | Верхопольское сельское поселение  |
| 102 | Слобода           | деревня | ↘197      | Карачевское городское поселение   |
| 103 | Согласие          | посёлок | ↘601      | Карачевское городское поселение   |
| 104 | Соковнина         | деревня | →5        | Бошинское сельское поселение      |
| 105 | Сумарокова        | деревня | ↘4        | Карачевское городское поселение   |
| 106 | Сурьянова         | деревня | →9        | Карачевское городское поселение   |
| 107 | Суханка           | деревня | →1        | Песоченское сельское поселение    |
| 108 | Сычовка           | деревня | →0        | Вельяминовское сельское поселение |
| 109 | Тёплое            | посёлок | ↘506      | Верхопольское сельское поселение  |
| 110 | Трубченинова      | деревня | →4        | Ревенское сельское поселение      |
| 111 | Трыковка          | село    | ↗943      | Карачевское городское поселение   |
| 112 | Философов Завод   | деревня | →0        | Мылинское сельское поселение      |
| 113 | Фроловка          | деревня | ↗128      | Мылинское сельское поселение      |
| 114 | Фроловский        | посёлок | ↗1        | Верхопольское сельское поселение  |
| 115 | Хацунь            | деревня | ↘7        | Верхопольское сельское поселение  |
| 116 | Хохловка          | деревня | ↗53       | Мылинское сельское поселение      |
| 117 | Царёво Займище    | деревня | ↘9        | Верхопольское сельское поселение  |
| 118 | Цурикова          | деревня | ↘0        | Ревенское сельское поселение      |
| 119 | Шемятка           | деревня | →0        | Вельяминовское сельское поселение |
| 120 | Юрасово           | село    | ↘445      | Бошинское сельское поселение      |
| 121 | Яковлева          | деревня | ↘5        | Дроновское сельское поселение     |

## Транспорт

### Автомобильный
Дороги Карачевского района имеют разную классификацию.
По территории района проходит федеральная автомобильная дорога Р120 Орёл — Брянск — Смоленск — Рудня — граница с Беларусью.
Также имеется ряд региональных и межмуниципальных дорог.

### Железнодорожный
По территории района пролегает историческая однопутная неэлектрифицированная железнодорожная линия между Орлом и Брянском.
Основной железнодорожный терминал — станция Карачев.

### Трубопроводный
Широтно пролегает линия нефтепровода «Дружба».

## Достопримечательности
- В селе Бережок находится Воскресенская церковь XVII—XVIII вв. бывшей Тихоновой пустыни, упразднённой в 1764 (в 2004 монастырь восстановлен).
- В 7 км к северо-востоку от Карачева расположено село Одрина, где сохранились отдельные постройки старинного Одрино-Николаевского мужского монастыря — трапезная и настоятельный корпус. На настоящий момент здесь находится женский монастырь; возводятся новые постройки.
- Храм Казанской Божией Матери в селе Юрасово, построенный в 1773 году (ныне действующий).